# Бедеско (Бергамо)
Бедеско је насеље у Италији у округу Бергамо, региону Ломбардија.
Према процени из 2011. у насељу је живело 177 становника. Насеље се налази на надморској висини од 259 м.